# 拜拉塞勒布宰格扎
35°50′26″N 0°29′56″E / 35.84056°N 0.49889°E

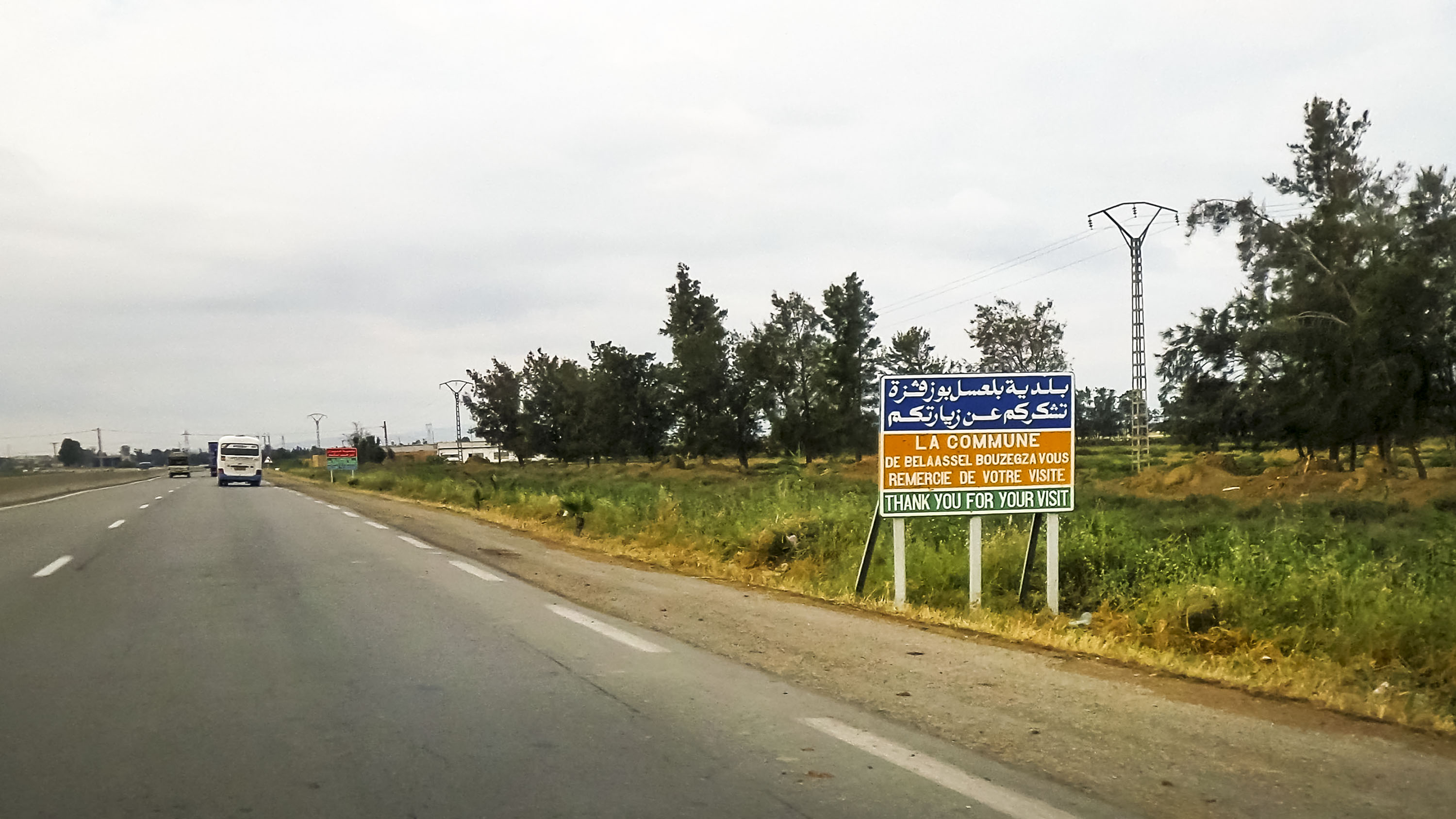
拜拉塞勒布宰格扎

拜拉塞勒布宰格扎（阿拉伯语：‎），是阿爾及利亞的城鎮，位於該國西北部埃利贊省，由馬特馬爾區負責管轄，面積135平方公里，海拔高度58米，2008年人口14,074人，人口密度每平方公里104人。